# 策命
策命（さくみょう）とは、平安時代以後に用いられた和文体の宣命のこと。特に立后・立太子の際に行われる策命については特に「冊命」と表記する。
「策」も「冊」も漢字としては本来ほぼ同一の意味を持ち、竹簡・木簡など「簡牘」を束ねて文章を記したものを意味していた。中国では立后や立太子、属国王や諸侯の封建、賞賜を行う際に出した命令文書を策命と呼んだ。「冊封」という言葉もこの手続に由来している。
日本でいつからこの言葉が用いられるようになったかは不明であるが、六国史のうち『文徳実録』と『三代実録』ではそれ以前の史書が「宣命」として扱っていた山陵や神社、贈位関連の使者派遣や人事の任免などの命令文書を「策命」と呼ぶようになる。また、皇后の立后と皇太子の立太子については『新儀式』において「冊命皇后事」「冊名皇太子事」という項目が掲げられており、『新儀式』が編纂されたとされる10世紀中頃にはこの呼称が行われていたと見られている。
なお、明治以後は従三位以上の贈位を行う場合に出される宣命を策命と称し、それを対象者の墓前に報告する勅使を策命使と称した。

## 策命の例
※楠木正行贈従三位策命（詔勅録附録巻之三　賜賞吊祭部　自明治四年至明治九年）　国立公文書館デジタルアーカイブ

天皇乃大命爾坐世、故正四位下橘朝臣正行乃靈前爾宣給波久止宣留
掛巻母恐伎後醍醐天皇乃御代爾方利弖、幼伎與利父命乃意乎繼弖忠爾伊曾志美仕奉利、後村上天皇乃正平四年爾至利弖、終爾軍場爾身亡志事乎、最母痛美思保志食須賀故爾今度從三位乎贈良世給比、位記乎授賜乎是以堺縣令從五位税所篤乎差使志弖此状乎宣給波久止宣留

明治九年十二月廿七日

（訓読文）天皇（すめらみこと　明治天皇　25歳）の大命（おほみことのり）に坐（ま）せ、故正四位下橘朝臣正行の霊前（みたまのまへ）に宣給（のりたま）はくと宣（の）る、掛巻（かけまく）も恐（かしこ）き後醍醐天皇の御代（みよ）に方（あた）りて、幼きより父（楠木正成）の命（みこと）の意（こころ）を継（つぎ）て忠（まめ）に伊曽志美（いそしみ）仕（つかへ）奉（まつ）り、後村上天皇の正平四年（1349年）に至りて、終（つひ）に軍場（いくさのち）に身亡（みまかり）し事を最（いと）も痛み思（おも）ほし食（め）すが故（ゆゑ）に、今度（こたび）従三位を贈らせ給ひ、位記を授け賜ふを是以（ここをも）て堺県令従五位税所篤（さいしょあつし　50歳）を差し使（つかは）して此の状（さま）を宣給（のりたま）はくと宣（の）る、明治9年（1876年）12月27日